# Ōtomo no Yakamochi

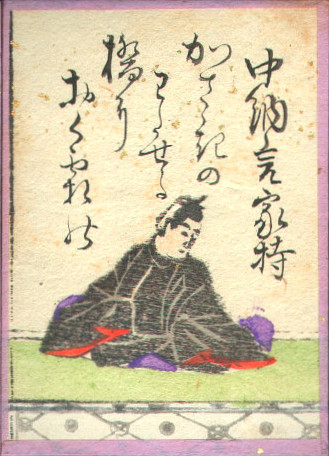
Chūnagon Yakamochi, tomado del Hyakunin Isshu.

Ōtomo no Yakamochi (大伴家持?   c. 718-5 de octubre de 785) fue un estadista y poeta de waka japonés de la era Nara. Es miembro de los Treinta y seis inmortales de la poesía. Nació dentro del prestigioso clan Ōtomo; su abuelo fue Ōtomo no Amaro y su padre fue Ōtomo no Tabito. Su hermano menor fue Ōtomo no Kakimochi y Ōtomo no Sakanoe no Iratsume fue su tía. Su tío abuelo fue posiblemente Ōtomo no Komaro quien vino a Japón durante el reinado de la Emperatriz Jitō.

## Vida política
El clan Ōtomo estaba conformado por guerreros y burócratas en la Corte Yamato y Yakamochi ejerció como gobernador provincial (国司 kokushi?) en varias provincias. Como su padre y su abuelo, Yakamochi fue un político conocido y en Enryaku alcanzó la posición de chūnagon (中納言?), la posición burocrática de mayor nivel. En 738 conoció a Udoneri y en 740 a través del Emperador Shōwa fue a Kyushu a suprimir la rebelión de Fujiwara no Hirotsugu. En 745 se convirtió en un jōgoika (従五位下?). En julio de 746, se convirtió en gobernador de la provincia de Etchu, cargo que ostentaría hasta 751. Durante este tiempo escribió alrededor de 220 waka. En 751 fue promovido a shōnagon (小納言?) y regresó a la capital. En 754 fue nombrado como comandante militar (兵部少輔 heibu shōsuke?) y al siguiente año estuvo al cargo de una guarnición en Namba. Yakamochi no tomó parte en la rebelión de Tachibana no Naramaro. En cambio, conspiró con Fujiwara no Yoshitsugu, Isonokami Yakatsugu y Saeki no Imaemishi para asesinar a Fujiwara no Nakamaro. A pesar de que Yoshitsugu se adjudicara de manera exclusiva el complot, las sospechas de que Yakamochi participara en ello obligaron a transferirlo a la gobernación de la provincia de Satsuma. En 777 es nombrado gobernador de la provincia de Ise, según los registros del Santuario de Ise, estuvo en el puesto por cinco años. En 780 fue promovido como consejero (参議 sangi?). Temiendo a las sospechas y al exilio de la capital por ayudar en la rebelión de Hikami no Kawatsugu, permaneció tranquilo y fue promovido como chūnagon en 783. Murió ahogado en la provincia de Mutsu cuando estuvo al cargo como shōgun. Luego de su muerte, Fujiwara no Tanetsugu fue asesinado, trayendo sospechas de que Yakamochi estuvo involucrado, por lo que se le negó un funeral y fue deshonrado póstumamente y excomulgado. Su hijo fue excluido de la corte y forzado al exilio, y no fue hasta en 806 que recuperó sus privilegios.

## Obras
Yakamochi fue uno de los compiladores del Man'yōshū, la primera antología poética en la historia japonesa, por lo que él no solamente escribió algunos poemas sino que transcribió, reescribió y rediseñó un número desconocido de antiguos poemas. Fue el escritor más prolífico y prominente de su tiempo, y tuvo una gran influencia en el Shika Wakashū.